# Morita Sho
Morita Sho (sinh ngày 6 tháng 7 năm 2003) là một cầu thủ bóng đá người Nhật Bản.

## Sự nghiệp câu lạc bộ
Morita Sho hiện đang chơi cho FC Tokyo.